# Нанчунг
Нанчунг (南充) град је Кини у покрајини Сичуан. Према процени из 2009. у граду је живело 202.749 становника.

## Становништво
Према процени, у граду је 2009. живело 202.749 становника.
| 1990.   | 2000. | 2009    |
| ------- | ----- | ------- |
| 188.908 | …     | 202.749 |